# 클레르퐁텐앙이블린

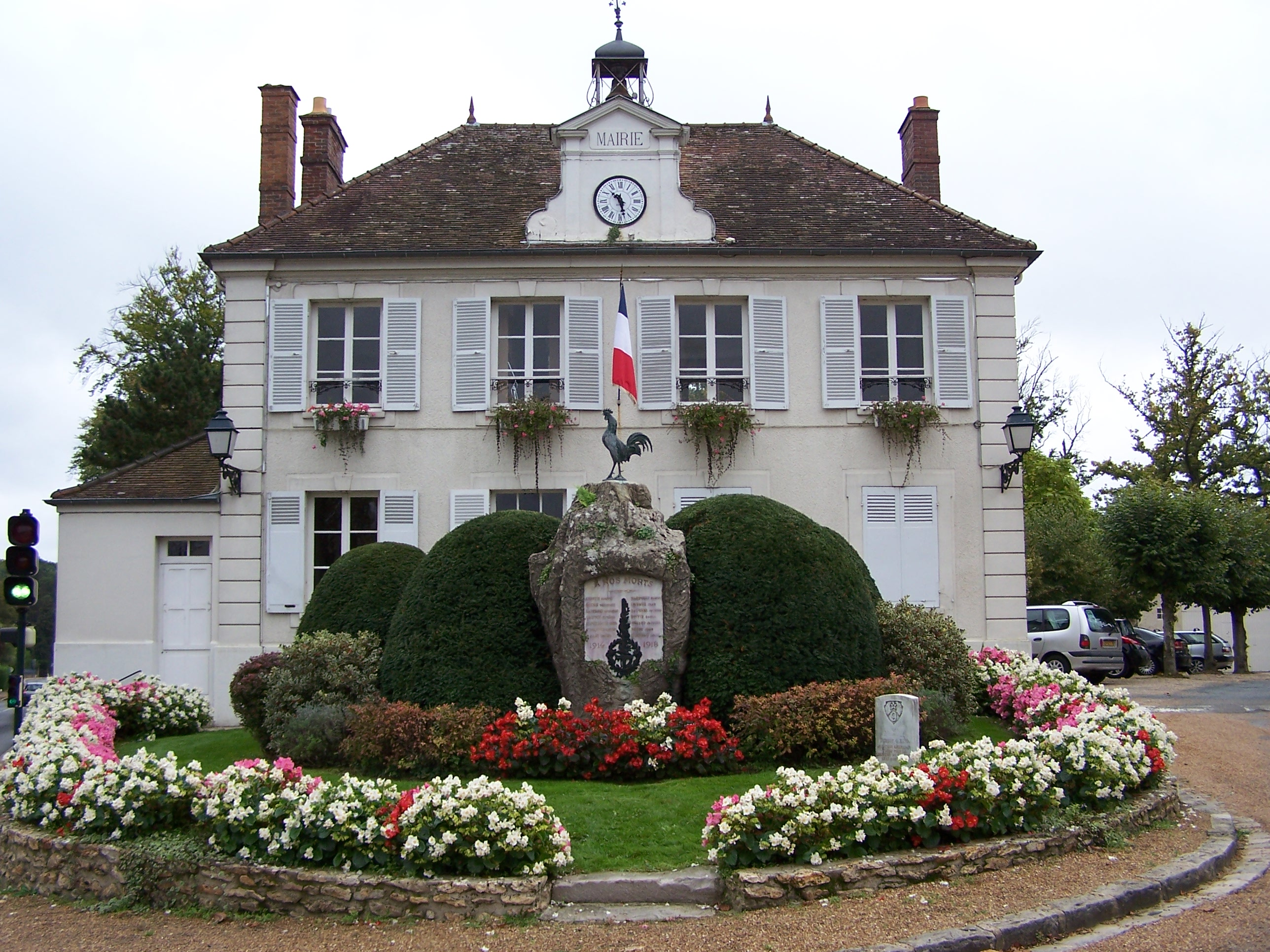
클레르퐁텐앙이블린

클레르퐁텐앙이블린(프랑스어: Clairefontaine-en-Yvelines)은 프랑스 일드프랑스 이블린주에 위치한 도시로 면적은 17.22km2, 인구는 905명(2006년 기준), 인구 밀도는 53명/km2이다. 프랑스 축구 협회에서 운영하는 클레르퐁텐 국립 기술 단지가 위치한 곳이다.

시 문장

## 같이 보기
- 이블린주의 코뮌 목록